# Klaus Hasselmann
Klaus Hasselmann (Hamburgo, 25 de octubre de 1931) es un meteorólogo y climatólogo alemán. En 2021 fue uno de los tres galardonados con el Premio Nobel de Física.

## Biografía
Nacido en Hamburgo el 25 de octubre de 1931, vivió en Inglaterra entre 1934 y 1949. Estudió física y matemáticas en su ciudad natal y obtuvo el título de doctor en 1957 en la Universidad de Gotinga. Posteriormente, de 1961 a 1972, fue profesor de la Universidad de Hamburgo e investigador. Presidió el Instituto de Meteorología Max Planck de dicha ciudad, el cual fundó entre 1975 y 1999, y fue el director científico del Centro Alemán de Computación del Clima desde 1988 hasta 1999. También es miembro fundador del European Climate Forum, que promueve la investigación del cambio climático.
Inventó el método fingerprinting, que permite distinguir entre la variabilidad natural del clima y la perturbación por el aumento de los gases de efecto invernadero. Gracias a esta técnica, el Grupo Intergubernamental de Expertos sobre el Cambio Climático (IPCC) de la Organización de las Naciones Unidas pudo atribuir el cambio climático a la acción humana en su cuarto informe (2007).
Fue galardonado con el Premio Fundación BBVA Fronteras del Conocimiento, en la categoría de cambio climático, en su edición del 2009. En el 2021, recibió el Premio Nobel de Física junto a Syukuro Manabe y a Giorgio Parisi. Compartió la mitad del premio con Manabe «por el modelado físico del clima terrestre, cuantificando la variabilidad y prediciendo de manera confiable el calentamiento global».